# 勒蓬谢勒
勒蓬谢勒（法語：Le Ponchel，法語發音：[lə pɔ̃ʃɛl]）是法国上法蘭西大區加来海峡省的一个市镇，属于阿拉斯区。

## 地理
勒蓬谢勒（50°15'25"N, 2°4'27"E）面积4.68 平方千米，位于法国上法蘭西大區加来海峡省，该省份为法国北部沿海省份，西北濒北海，南至索姆省，东临北部省。
与勒蓬谢勒接壤的市镇（或旧市镇、城区）包括：沃村、欧克西堡、热讷伊韦尔尼、维朗库尔、欧蒂河畔维斯。
勒蓬谢勒的时区为UTC+01:00、UTC+02:00（夏令时）。

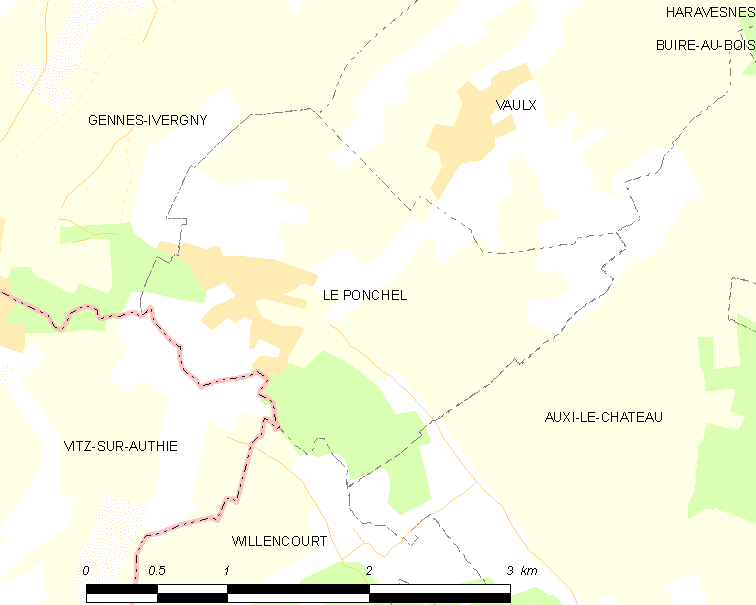
勒蓬谢勒的OSM定位图

## 行政
勒蓬谢勒的邮政编码为62390，INSEE市镇编码为62665。

## 政治
勒蓬谢勒所属的省级选区为欧克西堡县。

## 人口

1962-2008年间勒蓬谢勒人口变化图示

勒蓬谢勒于2022年1月1日时的人口数量为212人。